# Женів
Женів — село в Україні, у Львівському районі Львівської області. Населення становить 246 осіб. До 2020 року орган місцевого самоврядування — Глинянська міська рада.

## Історія
Село було засноване у 1569 році, про що свідчить  документ про надання королем Сигізмундом Августом львівському вірменину Захарії Стефановичу та його дружині Катажині млина та ставу у пустці Женево (лат. Zeniowo) неподалік Глинян.
У 1578 році Стефан Баторій надав Яну та Ельжбеті Чарновським місцевість «Новий Пастівник», який долучався до села Женів.
У 1649 році власник Женева Войцех М'ясковський скаржився в суді на місцевих селян і глинянських міщан за знищення женівського замку разом з козаками під час походу Богдана Хмельницького на Львів восени 1648 року. У тому ж році женівські селяни Андрій Хромий і Станіслав Борисик присягали про те, що через спустошення і спалення села, не могли зібрати жодного податку.
У 1708 році в селі була власна парафія у складі Глинянського намісництва та церква Святого Дмитрія.
Станом на 1890 рік у Женеві було 72 будинки, в яких мешкало 449 осіб, ще 20 людей жили на фільварку. З усього населення було 246 греко-католиків, 219 римо-католиків та 4 юдеї; за національним складом — 260 поляків та 209 русинів-українців. Римо-католицька парафія знаходилась в Глинянах, а греко-католицька — в Полтві. У самому Женеві була церква Св. Дмитра, однокласова школа та позичкова каса з капіталом 1829 золотих ринських.
У період Збройної боротьби ОУН та УПА в селі діяла станиця ОУН та боївка Служби Безпеки Глинянського районного проводу ОУН  під командуванням Володимира Макаровського-«Чайки». За співпрацю з ОУН у 1946 році органами НКВД були арештовані лісник Павло Яремчук, котрий виконував обов'язки станичного та голова сільської ради Д. Сенютович, котрих засуджено на 10 років позбавлення волі.
12 червня 2020 року, в ході децентралізації, село увійшло до складу Глинянської міської громади.

## Населення

### Мова
Розподіл населення за рідною мовою за даними перепису 2001 року:
| Мова       | Кількість | Відсоток |
| ---------- | --------- | -------- |
| українська | 246       | 100%     |

## Відомі люди
- Зиновій Береза — художник кераміки, уродженець села.
- Василь Кондрацький — греко-католицький священник, крилошанин, громадський діяч, парох Судової Вишні та Підгайчиків, завідатель Синявки, похований на місцевому цвинтарі.